# Соловей (книга)
Соловей (англ. The Nightingale) — історичний роман американської письменниці Крістін Генни. Вийшов у видавництві St. Martin's Press 2015 року. Книга розповідає історію життя і боротьби двох сестер у Франції під час Другої світової війни. За основу книги взято історію бельгійки Андре де Йоганн, яка в часи Другої світової війни допомагала збитим льотчикам дістатися безпечних місць. Книга увійшла до кількох списків бестселерів і була опублікована 45 мовами. 

## Сюжет
В оповіді сюжету використовується рамковий літературний метод — frame story. Кадр представлений в оповіданні від першої особи, як спогади про літню жінку в 1995 році, її ім'я спочатку не розкривається читачеві, відомо лише, що у неї є син на ім'я Жульєн і що вона живе біля берегів штату Орегон. Основна дія книги розповідається від третьої особи, це історія про двох сестер Ізабель і В'янн, які живуть у Франції, близько 1939 року, напередодні Другої світової війни. Сестри відчужені від свого батька, одна від одної й проходять два дуже різні життєві шляхи.
В'янн одружена і працює шкільною вчителькою, вона виховує 8-річну дочку Софі в будинку свого дитинства Le Jardin у містечку Карріву. Провівши на війну свого чоловіка, В'янн щодня докладає неймовірних зусиль, щоб вижити й врятувати свою родину. Грошей і їжі бракує, а згодом доводиться ділити дах з ворогом.
Ізабель, молодша сестра, вирішує взяти активну участь в опорі окупації. Після того, як її виключили зі школи, вона йде пішки з Парижа до Карріво. У Карріво вона приєднується до французького опору і отримує завдання поширювати антинацистську пропаганду. Після переїзду в Париж вона розробляє план допомоги збитим льотчикам. Протягом певного часу своєї героїчної діяльності вона отримує кодове ім'я «Соловей».

## Натхнення
Персонажки книги самі по собі не є реальними людьми, але деякі їхні вчинки засновані на реальних історичних особистостях. Шлях втечі через Піренеї, яким Ізабель проводила збитих льотчиків, базувався на координатах шляху (Comet line) 24-річної бельгійки Андре де Йоганн, яка допомагала збитим льотчикам врятуватися і дістатися безпечних місць. Подібно до Ізабель, Андре де Йоганн особисто супроводжувала багатьох через Піренеї пішки, протягом війни вона допомогла 118 авіаторам. Так само як Ізабель, Андре де Йоганн схопили наприкінці війни й відправили до концтабору Равенсбрюк. Проте Андре де Йоганн жила ще довго після війни, вона стала графинею в 1985 році й померла у 2007 році, а Ізабель за сюжетом роману помирає незабаром після звільнення з табору.
Історія життя Андре де Йоганн також надихнула Крістін Генну на проведення подальших досліджень, в результаті вона знайшла історії жінок, які були готові поставити під загрозу своє життя, щоб прихистити єврейські сім'ї під час французького опору, це стало натхненням для створення персонажки В'янн.

## Відгуки
Відгуки про книгу були в цілому позитивними. Роман 45 тижнів був у списку бестселерів NPR і 20 тижнів у списку бестселерів New York Times.

## Екранізація
В березні 2015 року компанія TriStar Pictures обрала книгу для екранізації. Дакота та Елль Феннінг були обрані на головні ролі.
23 червня 2017 року компанія TriStar запланувала вихід фільму на 10 серпня 2018 року.  2 березня 2020 року TriStar перенесли фільм на 25 грудня 2020 року.  24 квітня 2020 року TriStar вилучив фільм з календаря релізів через пандемію COVID-19.

## Переклад українською
Українською мовою книга вийшла 2016 року у видавництві «Наш Формат».